# Hostrolucicea, Barîșivka
Hostrolucicea (în ucraineană Гостролуччя) este o comună în raionul Barîșivka, regiunea Kiev, Ucraina, formată numai din satul de reședință.

## Demografie
Componența lingvistică a comunei Hostrolucicea
     Ucraineană (99,26%)
     Alte limbi (0,74%)
Conform recensământului din 2001, majoritatea populației comunei Hostrolucicea era vorbitoare de ucraineană (99,26%), existând în minoritate și vorbitori de alte limbi.